# Argiolestes pusillus
Argiolestes pusillus är en trollsländeart som beskrevs av Tillyard 1908. Argiolestes pusillus ingår i släktet Argiolestes och familjen Megapodagrionidae. IUCN kategoriserar arten globalt som livskraftig. Inga underarter finns listade i Catalogue of Life.